# Монстри 2: Темний континент
«Монстри 2: Темний континент» (англ. Monsters: Dark Continent) — британський науково-фантастичний бойовик 2014 року режисера Тома Гріна. Продовження фільму «Монстри» 2010 року.
Прем'єра фільму відбулася на Лондонському кінофестивалі BFI 9 жовтня 2014 року. Спочатку вихід фільму у прокат був запланований на 28 листопада, а він був перенесений на 1 травня 2015 року.

## Сюжет
Дії розгортаються через сім років, після подій першого фільму. Тоді більшу частину території Мексики заселили жахливі монстри, і уряд був змушений створити там карантинну зону. Однак це не допомогло, і через кілька років велика частина планети опинилася у владі цих істот. Навіть потужні бомбардування, які раніше були єдиним дієвим способом боротьби з монстрами, вже не дають потрібного результату. І так непроста ситуація ще більше ускладнюється тим, що почали з'являтися загони повстанців, які далеко не в захваті від методів боротьби, які використовують військові. Одного разу десь в пустелі пропадає невеликий загін військових, і для його пошуків відправляють рятувальну групу. Але трапляється непередбачене, і звичайна рятувальна операція переростає в запеклу сутичку.

## У ролях
| Актор          | Роль           |
| -------------- | -------------- |
| Джонні Гарріс  | Ноа Фратер     |
| Сем Кілі       | Ноа Фратер     |
| Джо Демпсі     | Френкі Магвайр |
| Джесс Нагі     | Раян Конвей    |
| Ніколас Піннок | сержант Форест |
| Паркер Сав'єрс | Шон Вільямс    |
| Кайл Соллер    | Карл Інкелаар  |
| Софія Бутелла  | Ара            |
| Мікаела Коел   | Келлі          |